# Misurina
Misurina (cadorei ladin nyelven Meśorìna) egy résztelepülés (frazione) a Dolomitokban, Belluno megyében, Veneto régióban, Észak-Olaszországban, a Misurina-tó mellett. Közigazgatásilag Auronzo di Cadore községhez tartozik.

## Fekvése
Néhány házból álló kis település, népszerű idegenforgalmi központ, a hasonló nevű tó partján, mindössze 61 lakossal (2010), Cortina d’Ampezzótól 15 km-re. A Sexteni-Dolomitok és az Ampezzói-Dolomitok nevezetes hegycsoportjai veszik körül, északnyugaton a Monte Piana, északon a Drei Zinnen hármas hegycsúcs (Tre Cime di Lavaredo), keleten a Cadini-hegycsoport (Cadini di Misurina), délen a Sorapiss-hegység, végül nyugaton a Cristallo tömbje, ill. ennek legkeletibb csúcsa, a 3152 m magas Piz Popena. A település peremén halad az SS48bis országos főútvonal, amely Schluderbachtól (Carbonin) vezet a Tre Croci-hágótól Cortina felé. Ebből ágazik ki Misurina közelében az az aszfaltút, amely felvezet a Drei Zinnen lábánál fekvő Auronzo-menedékházhoz, és egy másik út, amely a Monte Piana fennsíkjára visz. (Ezek a mellékutak télen zárva vannak).

## Gazdaság, sport
Számos szálloda és más idegenforgalmi létesítmény mellett a Misurina-tó déli partján áll a XII. Piusz pápa nevét viselő gyógyintézet, amely asztmás gyermekek gyógyítására specializálódott. A kezelés hatásosságát a természetes környezet, a tó közelében fennálló éghajlati viszonyok és a tiszta hegyi levegő segíti. Az ittenihez hasonló intézetek működnek a franciaországi Briançon-ban, a svájci Davosban és a coloradói Denverben, az ittenihez hasonló szubalpesi környezetben.
Misurina környékén több sípálya található, a legközelebbi a Cadini-hegység tóra néző lejtőin. A körzet a Dolomiti Superski regionális síszövetség tagja, a Cortinai zónához tartozik. Misurinán rendszeresen áthalad a Giro d’Italia kerékpárverseny útvonala is.

## Képgaléria

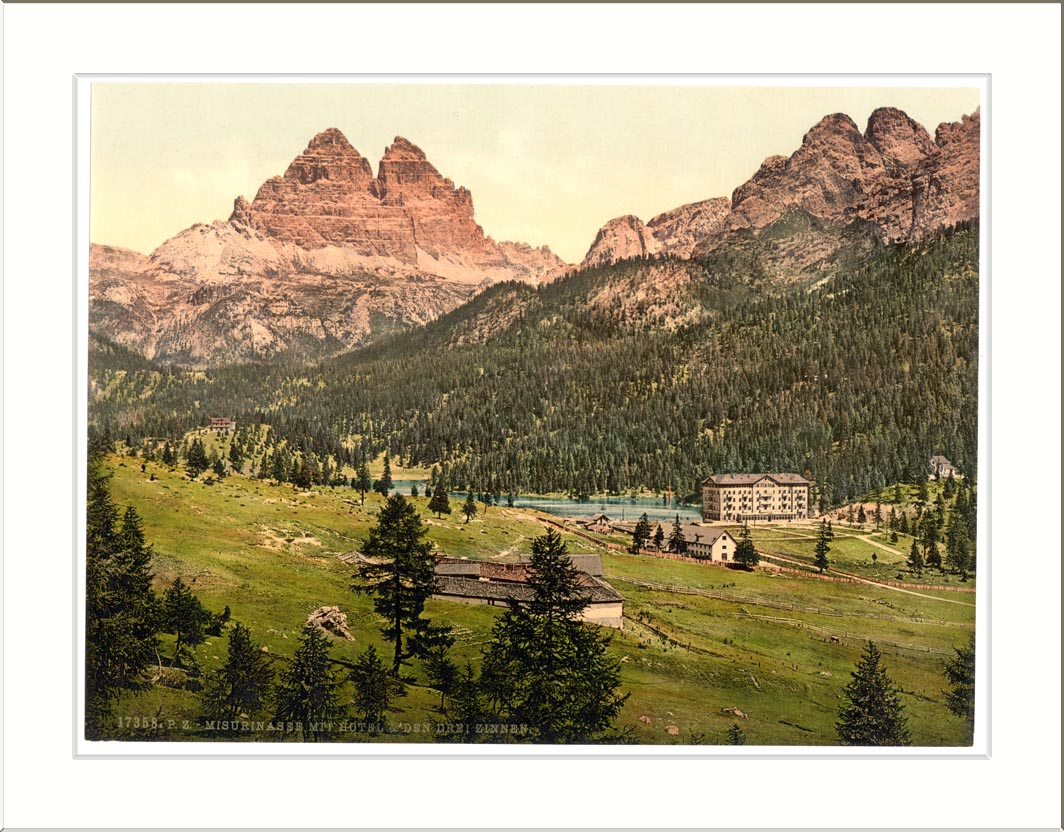
Régi képeslap Misurináról
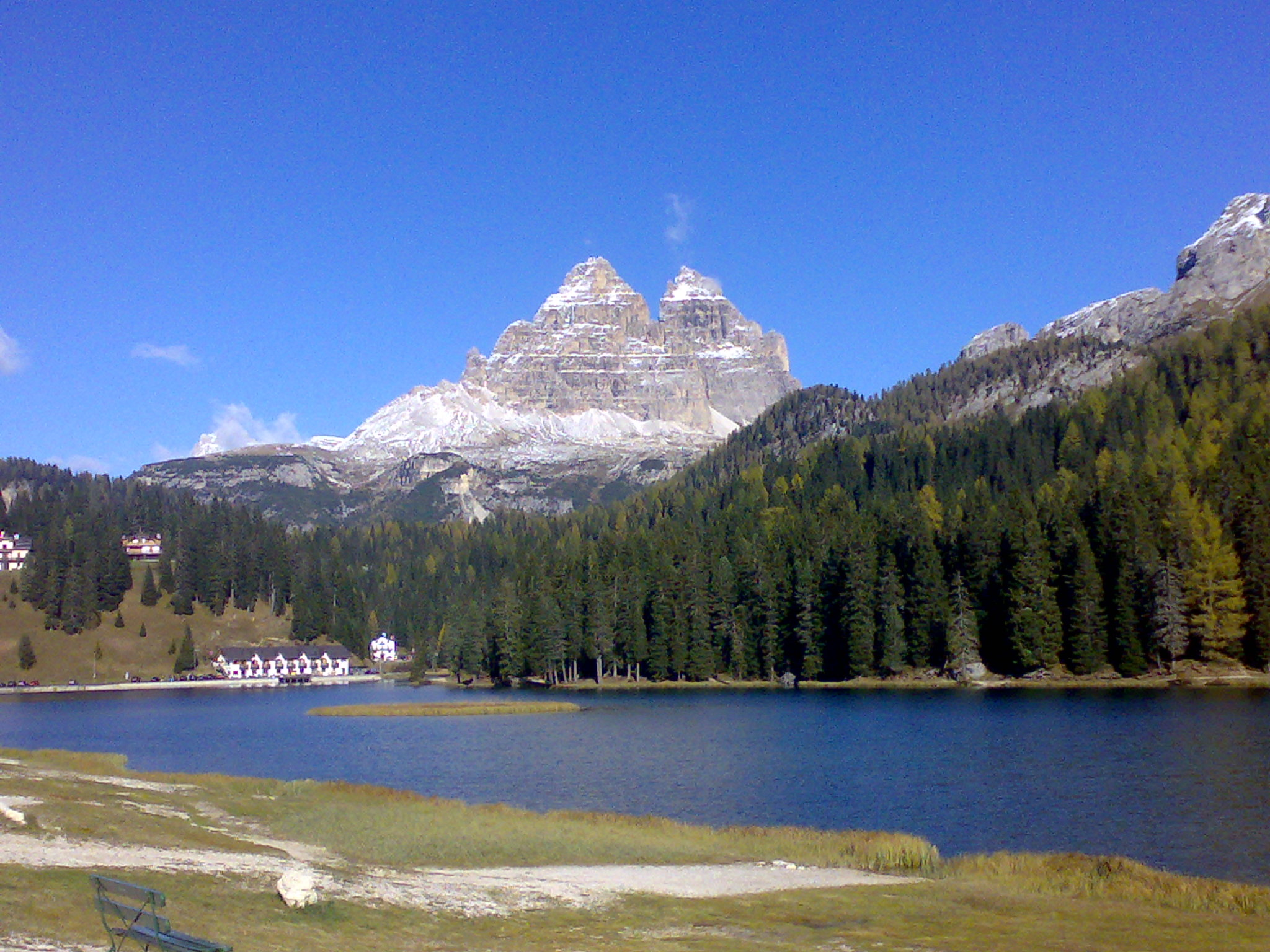
A tó északi partja, a Drei Zinnen déli fala
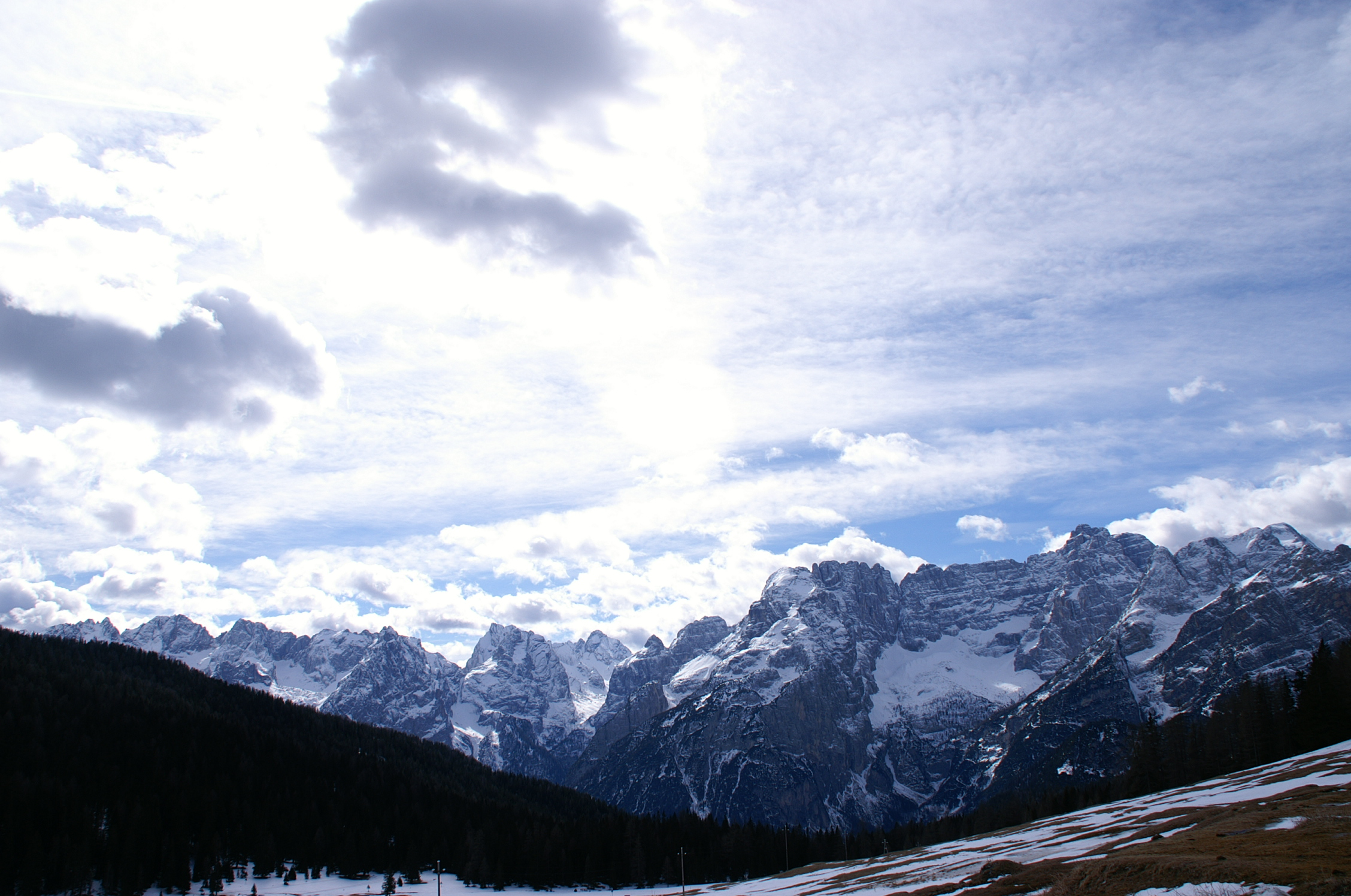
A Marmarole és a Sorapiss, Misurinától DK-re
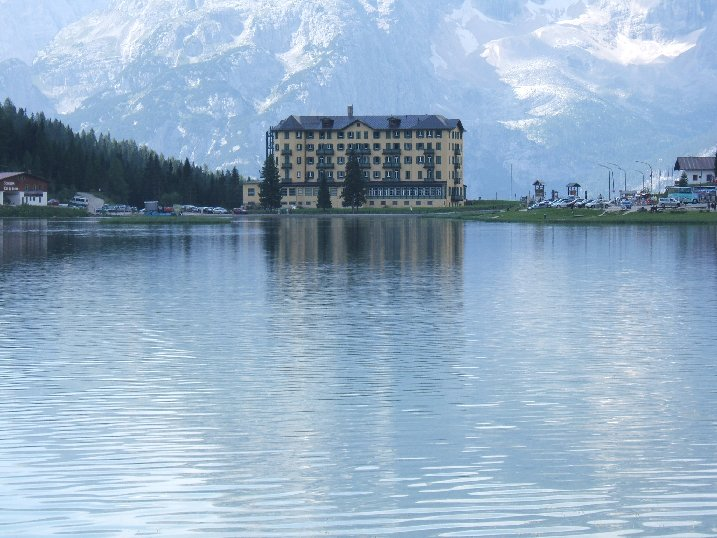
A XII. Piusz gyógyintézet a Misurina-tó déli partján

## Külső hivatkozások
- Auronzo-Misurina Dolomiti (az idegenforgalmi hivatal honlapja). auronzomisurina.it. (Hozzáférés: 2013. november 19.)
- I laghi del Bellunese (színes ismertető, PDF). infodolomiti.it. [2013. december 2-i dátummal az eredetiből archiválva]. (Hozzáférés: 2013. november 19.)